# DOSEMU

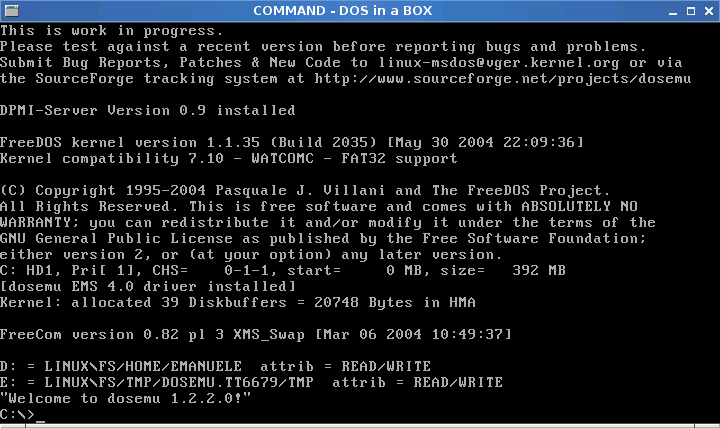
FreeDOS in esecuzione dentro DOSEMU.

DOSEMU è un software libero che permette l'esecuzione di programmi scritti per il sistema operativo MS-DOS (e suoi cloni) su GNU/Linux su sistemi x86.

## Caratteristiche
Utilizzando una combinazione di virtualizzazione hardware e software, DOSEMU è in grado di raggiungere una velocità quasi nativa nell'esecuzione di binari DOS, sia a 16 bit che a 32 bit (in modalità protetta).
Dal DOSEMU HOWTO:
- virtualizza tutto l'input e l'output e le istruzioni di controllo del microprocessore;
- supporta le modalità e la capacità di indirizzamento word della modalità reale della famiglia dei processori iAPX86, pur continuando ad essere eseguito all'interno di un ambiente in modalità protetta;
- cattura tutte le chiamate di sistema DOS e BIOS e di emularle quanto basta per assicurare un funzionamento corretto e una buona performance;
- simula un ambiente hardware sul quale i programmi DOS siano in grado di esercitare il pieno controllo;
- fornisce servizi DOS attraverso servizi nativi Linux: per esempio, dosemu può fornire un disco rigido virtuale che è in realtà un albero directory Linux.»